# 中村麻里子
中村 麻里子（なかむら まりこ、1993年〈平成5年〉12月16日 - ）は、元サンテレビジョンの契約アナウンサーで、現在はフリーアナウンサー。女性アイドルグループ・AKB48の元メンバーであり、チームAでは副キャプテンを務めていた。千葉県出身。

## 略歴
2009年
- 9月20日、『AKB48 第六回研究生（9期生）オーディション』に合格。

2011年
- 6月6日、東京ドームシティホールで開催された『「見逃した君たちへ」〜AKB48グループ全公演〜』・ひまわり組 1st Stage「僕の太陽」公演において、チーム研究生に留め置かれていた他の正規メンバーとともにチーム4を結成することが発表された[1]。

2012年
- 3月25日、コンサート『業務連絡。頼むぞ、片山部長! inさいたまスーパーアリーナ』の3日目の公演において新栄プロダクションへの移籍打診があったことが発表された[2][3]。
- 8月24日に開催された『AKB48 in TOKYO DOME 〜1830mの夢〜』初日公演において、チーム再編に伴うチームBへの異動とチーム4の消滅が発表された[4]。
- 9月1日、移籍打診があった新栄プロダクション傘下のシンエイVに正式に移籍[5]。
- 9月18日に開催された『AKB48 29thシングル選抜じゃんけん大会』では8位で、初の選抜入りを果たす[6]。
- 11月1日、チームBに異動[7]。

2013年
- 4月、明治学院大学に入学[8][9]。
- 11月10日、AKB48グループドラフト会議において、MCアシスタントを務めた[10]。

2014年
- 2月24日、Zepp DiverCityで開催された『AKB48グループ大組閣祭り』において、チームAへの異動と同チームの副キャプテンになることが発表された[11]。

2017年
- 3月16日、明治学院大学の卒業式に出席後[12]、AKB48劇場で行われた「僕の太陽」公演のアンコールに出演し、3月30日の卒業公演をもってAKB48を卒業することと、4月から兵庫県の放送局・サンテレビジョンに契約アナウンサーとして入社することを発表した[13][14]。
- 3月30日、卒業公演をもってAKB48を卒業。
- 6月5日よりサンテレビジョンに勤務[15]。
- 8月7日、この日14時55分から放送された「サンテレビニュース」でアナウンサーとしてデビュー[16][17]。

2018年
- 9月21日から体調不良を理由に休養に入る[18]。11月4日に中村本人から「急性肝炎を発症して9月末から2週間入院治療をしていた」ことが明らかにされ[19]、快復したことから11月5日の『情報スタジアム 4時!キャッチ』の生放送から職場復帰した[20]。

2019年
- 6月30日をもってサンテレビを退社[21][22][23]。

## 人物
- 愛称は「こまり[24]」「こまりこ[25]」。
- 幼少の頃から「テレビの中に入りたい、テレビの中に出たい」と言っており、AKB48だけでなく他のオーディションなどにも応募していた。AKB48オーディションには一度落選しているが、オーディション雑誌に再び募集告知が掲載された際に再挑戦し合格した[26]。
- AKB48加入以前はジュニアアイドルとして活動し、眼鏡をかけていた[27]。
- 長所は、人からは「スタイル」と言われ、自分では、「ふとした面白さ」と思っており、短所は空気が読めないこととまつ毛が短いこと[28]。
- 好きな食べ物はハマグリの吸い物、ステーキ、イクラ、マグロ、嫌いな食べ物はゲテモノ、アボカド、とびこ[28]。
- 趣味は、字を書くこと、人間観察、パソコン、読書、寝ること[28]。
- 憧れの芸能人として、唐沢寿明、上野樹里、松下由樹を挙げている。また峯岸みなみのMCにも憧れていた[28]。
- サンテレビ退社後の2019年7月からは、ハワイへ留学している[29]。

### AKB48
- AKB48加入当時はメイクの仕方がよくわからず、最初の握手会ではすっぴんだった[26]。
- 研究生時代は「チームを支えるお母さん」的な位置付けだった。戸賀崎智信曰く「お菓子が一つしかなかったら、小さな子に『食べなさい』というタイプ。ハキハキしていて気持ちのいい子」[30]。『AKB48 じゃんけん選抜公式ガイドブック』（光文社）に「よりによって一番礼儀正しい子が!」というキャッチフレーズが掲載されるほど礼儀正しく、じゃんけん大会では各スタッフ全員に挨拶しながら会場入りする様子が記録されていた[26]。
- 研究生時代から、歌唱力と振付を覚える速さに定評がある[30]。
- 演歌が好き。『AKB48 東京秋祭り』カラオケ大会でさくらまやの「大漁まつり」を2日連続で披露した。審査員だった篠田麻里子は「岩佐（美咲）と演歌ユニットを結成したらいいのでは」と提案した[31]。
- 「AKB48に入って知った悲しみは?」との問いに「仲間がどんどん上にいく中、自分がとりのこされてる気がする時があります」と答えた[26]。
- 自身を含めた9期生8人の正規メンバー昇格が発表された際には、高校の修学旅行でハワイに滞在。昇格を初めて知ったのは、日本への帰国後だった[28]。
- 元AKB48の増山加弥乃は高校の同級生で友人[32]。

## AKB48での参加楽曲

### シングルCD選抜楽曲
- 「ポニーテールとシュシュ」に収録
  - 僕のYELL - 「シアターガールズ」名義
- 「チャンスの順番」に収録
  - フルーツ・スノウ - 「チーム研究生」名義
- 「桜の木になろう」に収録
  - 黄金センター - 「チーム研究生」名義
- 「Everyday、カチューシャ」に収録
  - 人の力 - 「アンダーガールズ」名義
  - アンチ - 「チーム研究生」名義
- 「風は吹いている」に収録
  - ゴンドラリフト - 「アンダーガールズ ゆり組」名義
  - 蕾たち - 「チーム4+研究生」名義
- 「上からマリコ」に収録
  - 走れ!ペンギン - 「チーム4」名義
- 「GIVE ME FIVE!」に収録
  - ユングやフロイトの場合 - 「スペシャルガールズC」名義
- 「真夏のSounds good !」に収録
  - 3つの涙 - 「スペシャルガールズ」名義
- 「ギンガムチェック」に収録
  - あの日の風鈴 - 「ウェイティングガールズ」名義
- 「UZA」に収録
  - 正義の味方じゃないヒーロー - 「Team B」名義
- 永遠プレッシャー
- 「So long !」に収録
  - そこで犬のうんち踏んじゃうかね? - 「梅田TeamB」名義
- 「さよならクロール」に収録
  - ロマンス拳銃 - 「Team B」に収録
- 「ハート・エレキ」に収録
  - Tiny T-shirt - 「Team B」名義
- 「前しか向かねえ」に収録
  - KONJO - 「Talking Chimpanzees」名義
- 「ラブラドール・レトリバー」に収録
  - 君は気まぐれ - 「Team A」名義
- 「希望的リフレイン」に収録
  - 従順なSlave - 「Team A」名義
  - Reborn - 「チームサプライズ」名義
- 「唇にBe My Baby」に収録
  - やさしい place - 「Team A」名義
- 「君はメロディー」に収録
  - M.T.に捧ぐ - 「横山Team A」名義
- 「翼はいらない」に収録
  - Set me free - 「Team A」名義
- 「ハイテンション」に収録
  - Better

### アルバムCD選抜楽曲
- 『ここにいたこと』に収録
  - High school days - 「チーム研究生」名義
  - ここにいたこと - 「AKB48+SKE48+SDN48+NMB48」名義
- 『1830m』に収録
  - 直角Sunshine - 「チーム4」名義
  - 青空よ 寂しくないか? - 「AKB48+SKE48+NMB48+HKT48」名義
- 『次の足跡』に収録
  - 悲しき近距離恋愛 - 「Team B」名義
- 『ここがロドスだ、ここで跳べ!』に収録
  - Oh! Baby! - 「高橋Team A」名義
- 『0と1の間』に収録
  - Clap - 「Team A」名義

### その他の参加楽曲
- シングルCD「初恋は実らない」（おじゃる丸シスターズ名義、2011年5月11日）に収録
  - 初恋は実らない （NHKアニメ「おじゃる丸」第14シリーズ（2011年）のエンディング・テーマ）
  - かたつむり～おじゃる丸シスターズ・バージョン～ （おぐまなみが歌った第13シリーズエンディング・テーマをカバーしたもの）

向谷倶楽部との共同
- もうこんなじかん - 佐藤亜美菜、倉持明日香とのユニット（作詞は佐藤）。作曲・編曲の向谷実（元カシオペア）とともに2013年2月23日のニコニコ生放送でレコーディング配信。iTunesで発売。

### 劇場公演ユニット曲
研究生「アイドルの夜明け」公演
- 天国野郎

研究生「恋愛禁止条例」公演
- 恋愛禁止条例

研究生「シアターの女神」公演
- ロッカールームボーイ
- 初恋よ こんにちは

チームB 5th Stage「シアターの女神」公演
- ロマンスかくれんぼ（前座ガールズ）
- ロッカールームボーイ（近野莉菜のアンダー）
- 初恋よ こんにちは（佐藤すみれのアンダー）

チームA 6th Stage「目撃者」公演
- ミニスカートの妖精（前座ガールズ）
- サボテンとゴールドラッシュ（仲川遥香のアンダー）
- ☆の向こう側（多田愛佳のアンダー）

チームK 6th Stage「RESET」公演
- 檸檬の年頃（前座ガールズ）
- 奇跡は間に合わない（野中美郷・宮澤佐江のアンダー）

チーム4 1st Stage「僕の太陽」公演
- アイドルなんて呼ばないで（バックダンサー）
- 向日葵

梅田チームB ウェイティング公演
- 思い出以上（チームS 3rd Stage「制服の芽」）
- 君のc/w （チームサプライズ 「重力シンパシー」公演、高城亜樹のポジション、市川美織のアンダー）
- 抱きしめられたら（チームK 5th Stage「逆上がり」、倉持明日香、佐藤夏希のポジション、藤江れいな・加藤玲奈のアンダー）
- ごめんね ジュエル（チームK 4th Stage「最終ベルが鳴る」、倉持明日香のポジション、岩佐美咲のアンダー）

チームA「恋愛禁止条例」公演
- 真夏のクリスマスローズ

チームA 7th Stage「M.T.に捧ぐ」公演
- 負け男
- リスケ（小嶋陽菜のユニットアンダー）
- 月と水鏡（横山由依のユニットアンダー）

リバイバル公演「僕の太陽」公演
- 向日葵（達家真姫宝、茂木忍のスタンバイ）

## 出演

### AKB48

#### テレビドラマ
- マジすか学園 最終話（2010年3月26日、テレビ東京） - 馬路須加女学園生徒 役
- マジすか学園2 第8話 - 最終話（2011年6月3日 - 7月1日、テレビ東京） - マリコ 役
- 私立バカレア高校（2012年4月14日 - 6月30日、日本テレビ） - 篠原香 役
- マジすか学園3 第8話（2012年9月7日、テレビ東京） - 女囚 役
- So long ! 第3夜（2013年2月13日、日本テレビ）
- 高梨さん 第2話（2013年4月8日、NHKワンセグ2・NHK Eテレ） - 女子高生 役
- アリスの棘 第8話（2014年5月30日、TBS） - 看護師 役

#### その他のテレビ番組
- アンラッキー研究所（2010年4月5日、日本テレビ）
- 王様のブランチ（2010年11月13日、TBS）
- わいわいガチGOLF（2012年1月1日、テレビ東京）
- AKB48のあんた、誰?（2012年5月9日 - 、NOTTV）
  - 2013年11月1日までは不定期出演、同年11月4日から2014年5月30日までは月曜、火曜、金曜のメインMC担当
  - 2014年6月2日から10月31日までは月曜、木曜のメインMC担当
  - 2014年11月3日から2015年4月17日までは月曜、水曜、木曜のメインMC担当
  - 2015年4月20日からは火曜 - 木曜のメインMC担当
- サタデーナイトチャイルドマシーン（2013年4月13日 - 6月29日、日本テレビ）
- 週末パラダイス（2014年7月10日 - 不定期出演、テレビ東京）
- ザ・ノンフィクション（2015年6月21日、フジテレビ）
- 土曜スペシャル　初夏の紀伊半島ふれあい旅（2015年6月27日、テレビ東京）
- 歌え!昭和のベストテン（2016年10月8日 - 、BS日テレ）

#### ラジオ
- がんばろう千葉!がんばろう日本!Stand up together!!（2011年6月12日、bayfm）
- 秋だ!千葉だ!観光だ!もぎたてスペシャル（2011年9月19日、TBSラジオ）
- 中村麻里子の女優魂！（2013年7月4日 - 2014年6月、FM西東京）[33]
- 大谷ノブ彦 キキマス!（2014年4月9日 - 9月24日、ニッポン放送） - 水曜「イッテキキマス!調査隊」中継リポーター[注 1]
- サケツマ〜酒のつまみになるラジオ〜（2021年7月11日 - 、stand.fm）[34]

#### 舞台
- アリスインプロジェクト「戦国降臨ガールズ」（2013年7月3日 - 7日、六行会ホール） - 主演・石田蜜 役[35][36]
- TAIYO MAGIC FILM 第10回公演「センチュリープラント2016」（2016年5月27日 - 6月3日、下北沢駅前劇場） - 屋城音々 役
- リーディングシアター「恋工場」（2016年9月21日、ベルサール渋谷ガーデン Cホール）[37]

#### イベント
- 第1回中村麻里子ファンミーティング『こまりこの部屋〜電話をかけた〜』（2016年6月15日、AKB48 CAFE&SHOP AKIHABARA シアターカフェ）

#### ネット配信
- AKB48Team8!!2015夏 全国縦断!島田★中村★中西のTeam88ラッチ!!（2015年11月9日 - 12月25日、LoGiRL）
  - AKB48 Team8 スクープ8見! 88ラッTeam 8!!（2015年11月20日 - 12月25日、LoGiRL）

### AKB48卒業後

#### サンテレビジョン
- SUN-TVニュース（2017年8月7日 - 2019年6月22日、不定期担当）
- NEWS PORT（2017年8月17日 - 2018年3月30日、リポーター・ナレーション、不定期出演）
- モノ知りSUNデー（2017年10月1日 - 2018年3月25日、リポーター・2018年1月14日からはMC兼任）
- 情報スタジアム 4時!キャッチ（2018年4月2日 - 2019年6月27日、月・木：ニュースキャスター、火・水：中継リポーター）
- 真弓&勝成のExpert GOLF（2018年4月5日 - 9月）- アシスタント[38]
- レアシュガークッキング（2018年5月3日 - 2019年4月25日）- MC[39]
- Sweet Time 〜おいしい話を少しだけ〜（2019年5月2日 - 9月26日）- アシスタント[40]

#### テレビ
- カサトレプレゼンツ芸人セカンドキャリア（2021年10月13日 - 12月15日、チバテレ） - MC
- 真弓&勝成のExpert GOLF（2022年4月 - 、サンテレビ）- アシスタント[41]

#### イベント
- DINO SAFARI 2022 ～未来のヒカリ～（2022年4月27日 - 28日・30日・5月1日・3日 - 8日、渋谷ヒカリエ ヒカリエホール） - キャストMC[42]

## 書籍

### 雑誌連載
- 週刊プレイボーイ（第49巻第3号・No.5・2014年2月3日発行（2014年1月20日発売号） - 第50巻第10号・No.12・2015年3月23日発行（2015年3月9日発売号） 、集英社） - AKB48GROUPコラムロワイヤル「生き残るのは誰だ!?」コーナーで、「なかむらまりコラム 一筆申し上げます」を連載。

### カレンダー
- 中村麻里子 2012年カレンダー（2011年11月19日、ハゴロモ）
- 卓上 中村麻里子 2013年カレンダー（2012年12月7日、ハゴロモ）
- 卓上 中村麻里子 2014年カレンダー（2013年12月6日、ハゴロモ）